# Самир Насри
Самир Насри (на френски: Samir Nasri) е френски футболист-национал от алжирски произход. Играе с десния крак и в лявата част на полузащитата.

## Началото
Родителите на Самир Насри се преместват от Алжир във Франция. Баща му е от Алжир, а майка му е родом от Бискра. Насри израства в Ла Гаво Пейре, едно от бедните предградия на Марсилия. Той често играел на улицата, от където и придобил своите умения. Играейки с момчетата на улицата, на 8-годишна възраст родителите му го записват в местния клуб Пен Мирабо, а след два сезона подписва с Марсилия.

## Международна кариера
Насри започва кариерата си с националната фланелка на Франция още на 16-годишна възраст, играейки след това и във всички младежки отбори на Франция, а на 28 март 2007 г. дебютира и със старшата възраст в приятелска среща с Австрия. Подава ниско по тревата и Карим Бензема отбелязва единственото попадение в срещата. На 6 юни 2007 г. в мач от квалификационния кръг за Евро 2008 срещу Грузия, Насри отбелязва и първия си гол за националния отбор. Насри е повикан от Раймон Доменек за финалите в Австрия и Швейцария, ставайки един от най-младите играчи на Франция на финали. Изигра 32 минути, влизайки 2 пъти като смяна.

## Успехи

### Марсилия
- Интертото: 2005

## Отличия
Манчестър Сити
- Висша лига (2012)

### Международни
- Евро 2004 до 17

### Индивидуални
- Лига 1 Млад играч на сезон 2006 – 07